# Syllabus omylů

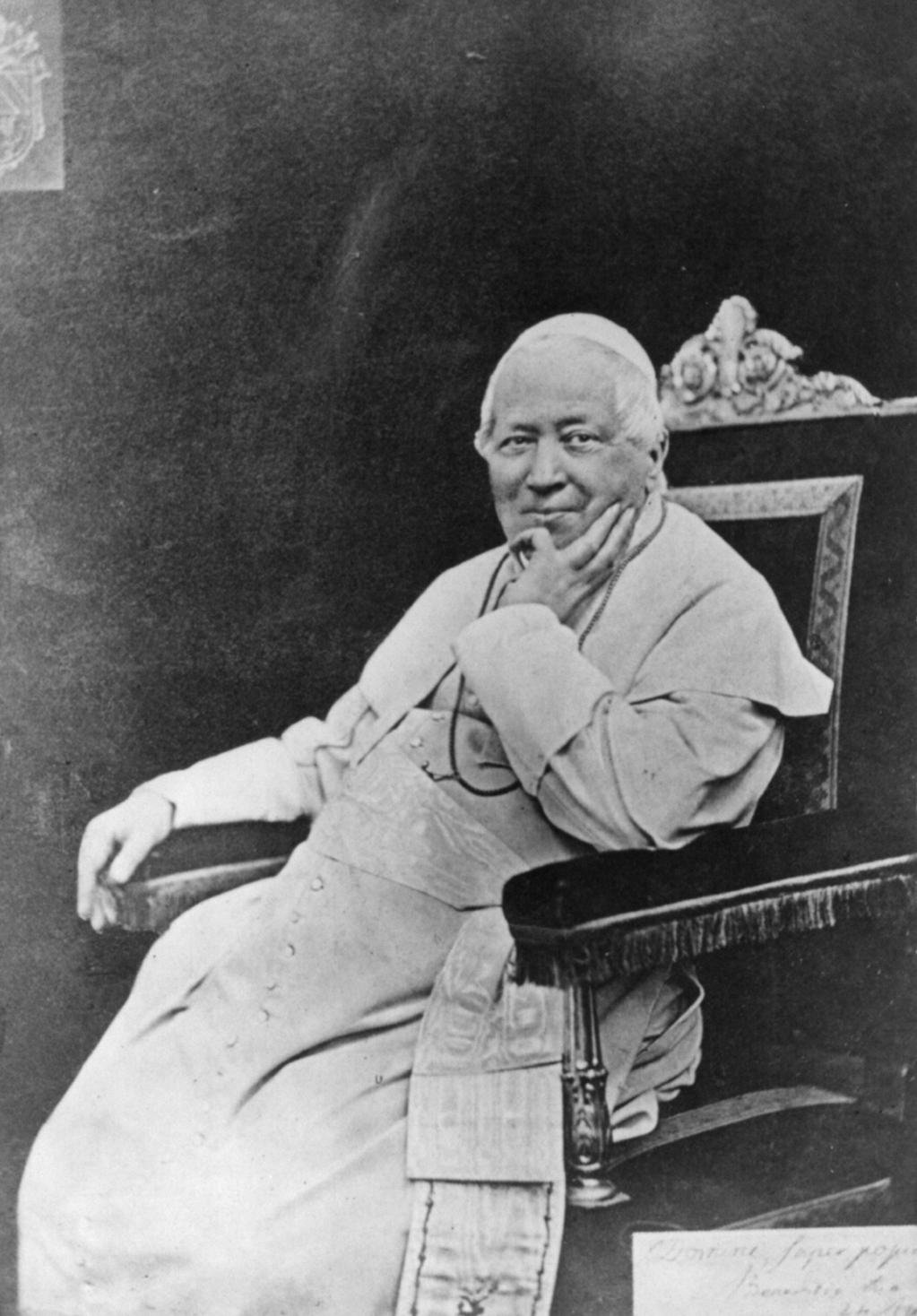
Papež Pius IX.

Syllabus omylů, řidč. Seznam omylů či Seznam modernistických bludů, (latinsky Syllabus errorum modernorum) je dokument vydaný papežem Piem IX. 8. prosince 1864 spolu s encyklikou Quanta cura. Jde o seznam církevních názorů na filosofické a politické otázky, často s odkazem na předchozí církevní stanoviska. Povětšinou je význam seznamu chápán jako kritika modernismu a sekularismu.

## Struktura
Seznam je rozdělen do 10 oddílů, které jmenují zhruba 80 stanovisek, označených jako hereze (neboli bludy), např. :
- pantheismus, naturalismus a racionalismus;
- socialismus, komunismus, tajná společenství, biblické kroužky, liberální sdružení kleriků;
- indiferentismus a anglikánský latitudinarismus;
- biblické společnosti, idea lidských práv, svoboda svědomí, svoboda náboženství a tisku, civilní sňatky.[1]